# Zoedia
Zoedia is een kevergeslacht uit de familie van de boktorren (Cerambycidae). De wetenschappelijke naam van het geslacht werd voor het eerst geldig gepubliceerd in 1862 door Pascoe.

## Soorten
Zoedia omvat de volgende soorten:
- Zoedia divisa Pascoe, 1862
- Zoedia gracilipes Poll, 1892
- Zoedia intricata Gressitt, 1959
- Zoedia longipes Poll, 1892
- Zoedia tenuis Poll, 1892
- Zoedia triangularis Pascoe, 1862
- Zoedia v-album (Boisduval, 1835)